# 富士山麓電気鉄道モ1形電車
1. 現役当時のモ1形
2. モ1形の関連形式

富士山麓電気鉄道モ1形電車（ふじさんろくでんきてつどうモ1がたでんしゃ）は、1929年（昭和4年）に登場した富士急行（旧・富士山麓電気鉄道）の電車である。その後の改番により、モハ1形と称した。
本項では、同じく開業時に用意されたモワ1形電動貨車、モワ1形の改造車であるモハニ51形電車、モハ1形の車体更新及び改番車であるモハ500形電車、モハ500形電車の改造車であるモニ100形電車、モハ500形・モハ600形及びクハニ800形の近代化改造車である3600形電車についても記述する。

## 概要
1929年、富士山麓電気鉄道の路線（現在の富士急行線）開業に合わせて5両が導入された。当時全国で旅客用車両における鋼製車体の導入が相次いでおり、当型式もこれに倣って半鋼製車体を採用した。
設計は神戸有馬電気鉄道デ1形電車をベースとし、電気ブレーキや砂撒き装置などの勾配対策機器を設置していた。
1941年に2両を新造、1943年に1両を編入し8両体制となったが、後述の車体更新および改番により1953年までに型式消滅した。

## 登場の経緯
富士山麓電気鉄道は富士山麓の山梨県県有地（恩賜林）を借り受け、別荘地として開発することを目的の一つとして、当初存在していた馬車鉄道由来である電気軌道の改良のため、新線建設を行った。
この時期は全国で大型かつ出力の大きい専用軌道向けの電車（高速電車）や、半鋼製の車両が定着を始めていた。当時新たに開業した地方鉄道の中には中古の木造電車を用いて運転を始めたものもあったが、観光開発に積極的に取り組んだ鉄道の多くは半鋼製の高速電車を新造した。
富士山麓電気鉄道も例外ではなく、路線開業に合わせて5両の半鋼製高速電車を新造した。こうして登場したのが本形式である。

## 車両概説

### モ1 - モ5（路線開業時導入車）
車体・走り装置は日本車両製作所が、電気機器は三菱電機が制作を担当した。設計は車両メーカーに委ねられ、両者は1928年に納入した神戸有馬電鉄デ1形の仕様を踏襲した。設計認可は1929年5月15日付である。
車体側での神戸有馬電鉄デ1形との大きな差異は次の通りとなる。
- 側扉にステップを設置
- 二段上昇窓の採用
- 前照灯を前面窓下に配置

側窓配置はd3D7D3d、車内はロングシートであった。
出力93.25kWの主電動機を1両当たり4機搭載し、歯車比は3.88であった。その他、勾配対策として電気ブレーキを装備していた。また、総括制御装置を搭載していたため、重連運転が可能であった。

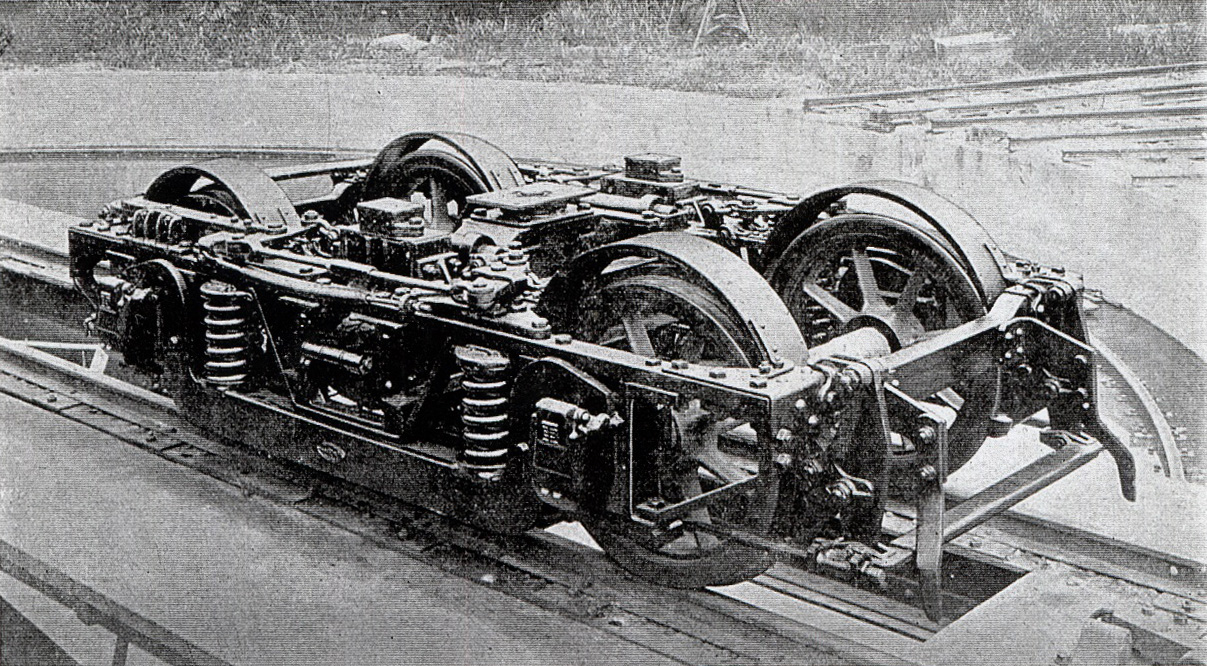
（参考）日本車輌D16形台車
画像は他形式向けに製造されたもの。

台車は日本車輌製造のD16形で、砂箱を装備していた。
また、架線の着氷雪による集電支障のために電動空気圧縮機が作動不能に陥り、制動装置の動作ができなくなるための対策として、パンタグラフを2基装備していた。
なお、モ1形全車が登場後にモハ1形に改番された。また、モハ4は4を忌避し、モハ10に改番された。いずれも改番時期は不明。

### モハ6（モハニ51改造車）
1940年以降にサハ200形やハニ250形が増備され、手小荷物輸送に使用されるようになったため、モハニ51（後述）が1943年6月17日付設計変更認可で電動客車に改造さた。国鉄名古屋工場への委託工事でモハ1 - モハ5に準じた車体に改装された。形式はモハ1形に編入され、モハ6となった。

### モハ7・モハ8（1941年増備車）
1940年7月5日付の設計認可でモハ7・モハ8の2両が増備された。なお、現車には昭和16年（1941年）の銘板が取りつけられていた。製造は日立製作所による。
モハ1 - 5と異なり、前照灯は屋根上に設置されており、パンタグラフは当初から1基である。通風機、雨樋の形状も在来車とは異なった。
使用開始は1945年11月とされている。

## モワ1形
モワ1形は貨車牽引のため、富士山麓電気鉄道開業時にモ1形5両と共に1両が用意された電動貨車である。
車体は丸屋根木製で、ほぼ中央に両開きの荷物扉、一端にそれぞれ独立した荷物用扉が配置され、片面4枚の扉が設けられていた。全長はモ1形の14,426 mmに対し、13,652 mmと短かった。手小荷物室は7.2 m2のものと18.84 m2の2室に分かれており、荷重は15 tであった。機器類はモ1形と同一だった。
富士山麓電気鉄道は2室のうち広い荷物室に吊り革を設置し、立席定員42人の代用客車として夏季多客時の波動輸送に供する旨の設計認可申請を行ったが、運輸省監督局の許可を得ることができなかった。

## モハニ51形（モハニ6形）
手小荷物輸送量が1日平均2 - 3 tの状態で、更に代用客車としては使用できず、モワ1は少々持て余され気味となっていた。他方で1933年から旅客輸送人員は伸び始めており、これに対応する形で1934年4月20日付設計変更認可で三等・荷物合造車のモハニ51形（モハニ6形）に改造された。
工事は東京工業所による出張工事で行われ、18.84m2の荷物室が2扉ロングシートの客室に改造され、同時に木製の外板が全て鋼板に張り替えられた。定員は62名で、窓配置はdD6D11dであった。

## モハ500形
モハ500形は、1952年から1953年にかけてモハ1形6両を車体更新、2両を改番、1両を新製することにより登場した電車である。

### モハ501 - モハ506（モハ1形車体更新車）
モハ1 - モハ3・モハ5・モハ6・モハ10の機器を流用し、車体と台枠を新造したグループである。設計認可はモハ502 - モハ505が1952年4月7日付、モハ501・モハ506が1953年6月15日付である。工事費は1両当たり500万円 - 600万円であった。
日本車輌製造東京支店でモハ502 - モハ505が1952年6月に、モハ501が1953年7月に竣工した。また、汽車製造でモハ506が1953年7月に竣工した。
これらの更新は、1951年度の陸運局通達により行われ、戦時中の酷使で老朽化した旧車体を廃棄し、旅客収容力の一回り大きい新車体が架装されたものである。車内はロングシート、窓配置はd3D8D3dである。

### モハ507・モハ508（モハ1形改番車）
モハ1形1941年増備車の2両（モハ7・モハ8）は車体の更新を受けず、1952年6月18日付でそれぞれモハ507・モハ508への改番が行われた。
他車の近代化改造以降は主に貨車牽引に充当された。

### モハ509（新製車）
1953年にモハ509の1両が増備された。設計認可は1953年9月18日、竣工は1953年11月日本車輌製造東京支店だった。工事費は1000万円であった。
運用や使用部品の共通化のため、設計はモハ501 - モハ506に準じている。しかし、製造費削減のため台車などに一部日本車輌手持ちのものが使われていた。主電動機出力はモハ501-モハ506の94 kWに対し100 kWとなり、歯車比も改造車の3.88に対して3.63と異なっていた。台車はTR22形を装備していた。

## モニ100形
モニ100形は、1969年にモハ500形2両を改造したことによって登場した荷物電車である。
先述の通りモハ507・モハ508は主に貨車牽引や荷物輸送用として使用されており、1969年1月21日付設計変更認可で荷物電車のモニ100形モニ101・モニ102に改造された。
自社工場で行われた改造では客用扉間の側窓が埋められ、その間の室内を仕切って荷物室とした。荷重は5 tだった。
荷物輸送や貨車の牽引用に、また扉間の側板を利用した「広告車」としても使用されていたが、1982年9月30日の荷物輸送廃止に伴い同日廃車された。

## 3600形
3600形 はモハ500形、モハ600形、クハニ800形を近代化改造することによって登場した電車である。
富士山麓電気鉄道では1950年代後半以降旅客輸送量が漸増傾向にあったが、これは定期利用客が増加したことによるものであり、観光客を中心とする定期外利用者はむしろ減少傾向にあった。これを受けて老朽化した車両を新造者や近代化改造車で置き換えることにより、観光客の満足度を増すとともに快適な旅行を提供する方針を取ることとなった。
まず1955年及び1958年に当時最新の技術をふんだんに用いた3100形を導入した。続いて3100形との格差が目立っていた在来車12両に近代化改造を施すこととなり、モハ500形7両・モハ600形1両・クハニ800形4両の計12両を改造し、誕生したのが当形式である。
改造内容は
- 正面に貫通扉を設置
- 室内灯を蛍光灯化
- ドアエンジンを新設
- 制御車の荷物室撤去
- 一部電動車の片運転台化
- 客室のセミクロスシート化

である。
1961年から改造工事が始められ、次の3形式にまとめられた。3600番台の車両番号は、工事開始が昭和36年だったことに由来する。
- モハ3600形 4両 両運転台制御電動車
- モハ3630形 4両 片運転台制御電動車
- モハ3660形 4両 制御車

モハ3630形は同一車号のクハ3660形と2両編成を組み、モハ3600形は前者2両編成の増結用及びモハ3600形同士での2両編成に用いられた。
1963年以降の工事では工事内容が一部簡略化され、座席はロングシートのまま据え置かれた。これには工事費削減の他、ラッシュアワー対策のためという目的があったとされる。
1975年10月には全車がドアステップの撤去工事を受けた。
1977年に導入された5200形への走行機器供出や5700形への代替により、1994年3月1日に事業用として残されていた3602・3603を最後に全車が廃車された。

### モハ3600形（両運転台制御電動車）

#### モハ3601・モハ3602
それぞれモハ500形モハ502・モハ503に1962年1月8日付設計変更認可で日本車輌東京支店にて近代化工事を施した車両である。
セミクロスシートを採用することにより座席定員は20%程増加した。しかし、側窓配置がクロスシートを考慮したものではないため、クロスシート部分ではボックスシートと一方向向きクロスシートが混在している。

#### モハ3603
モハ500形モハ509に1964年5月27日付設計変更認可で日本車輌東京支店にて近代化工事を施した車両である。
先述のモハ3601・モハ3602と車体形状は同一だが、台車、主電動機、歯車比などに相違がある。これは種車の相違を引き継いだものである。

#### モハ3604 → モハ3605
モハ600形モハ603に1964年6月27日付設計変更認可で日本車輌東京支店にて近代化工事を施した車両である。
系列中では唯一モハ600形を種車とし、3扉、18m車体により旅客収容力の大きい車両であった。
1972年3月に4を忌避してモハ3605に改番された。

### モハ3630形（片運転台制御電動車）

#### モハ3631・モハ3632
それぞれモハ500形モハ501・モハ504に1961年9月19日付設計変更認可で日本車輌東京支店にて近代化工事を施した車両である。
基本的にはモハ3600形と改造内容は同一であるが、運転台が片側のみとなり、座席定員はモハ3600形と比較して約13%の増加となった。

#### モハ3633・モハ3634 → モハ3635
それぞれモハ500形モハ505を1963年12月5日付、モハ500形モハ5060を1966年7月12日付設計変更認可で日本車輌東京支店にて近代化工事を施した車両である。
外観はモハ3631・モハ3632と同一である。
モハ3634は1972年4月に4を忌避してモハ3635に改番された。

### クハ3660形（制御車）

#### クハ3661・クハ3662
それぞれクハニ800形クハニ805・クハニ804に1961年9月19日付設計変更認可で日本車輌東京支店にて近代化工事を施した車両である。
改造にあたって荷物室を撤去し、客扱い扉を移動したため窓配置も変化した。

#### クハ3663
クハニ800形クハニ803に1964年12月5日付け設計変更認可で日本車輌東京支店にて近代化工事を施した車両である。
荷物室は撤去されたが、客扱い扉は移動されなかったため、外観上での特徴があった。

#### クハ3664 → クハ3665
クハニ800形クハニ802に1966年7月21日付設計変更認可で日本車輌東京支店にて近代化工事を施した車両である。
クハ3663と同様に客扱い扉の移動は行われなかった。また、他のクハ3660形と種車の車体形状が異なったため、改造後も外観が大きく異なった。
1972年3月に4を忌避してクハ3665に改番された。

## 諸元表
|              | モ1 - モハ5 （モハ1 - モハ5） （モハ1 - モハ3・モハ5・モハ10） | モハ6              | モハ7・モハ8 （モハ507・モハ508） | モワ1                | モハニ51 （モハニ6） | モハ501 - モハ506                                 | モハ509            | モニ101・モニ102 |
| 製造所       | 日本車輌東京支店                                               | -                  | 日立製作所                        | 日本車輌東京支店     | -                    | -                                                 | -                  | -                |
| 車両定員     | 102名 （座席50名）                                             | 116名 （座席54名） | 102名 （座席50名）                | -                    | 62名 （座席22名）    | 110名 （座席50名）                                | 110名 （座席50名） | -                |
| 自重         | 34 t                                                           | 34.5 t             | 34 t                              | 30 t                 | 30 t                 | 37 t                                              | 38 t               | 35 t             |
| 全長         | 15,240 mm                                                      | 16,152 mm          | 15,240 mm                         | 13,652 mm            | 13,652 mm            | 16,820 mm                                         | 16,820 mm          | 15,239 mm        |
| 全幅         | 2,725 mm                                                       | 2,725 mm           | 2,725 mm                          | 2,714 mm             | 2,730 mm             | 2,880 mm                                          | 2,880 mm           | 2,725 mm         |
| 全高         | 4,092 mm                                                       | 4,092 mm           | 4,092 mm                          | 4,092 mm             | 4,092 mm             | 4,200 mm                                          | 4,200 mm           | 4,092 mm         |
| 車体         | 半鋼製                                                         | 半鋼製             | 半鋼製                            | 木製                 | 半鋼製               | 半鋼製                                            | 半鋼製             | 半鋼製           |
| 台車         | 日本車輌 D16                                                   | 日本車輌 D16       | 日立 MIC                          | 日本車輌 D16         | 日本車輌 D16         | 日本車輌 D16                                      | TR22               | 日立 MIC         |
| 主電動機出力 | 93.25 kW × 4                                                   | 93.25 kW × 4       | 93.25 kW × 4                      | 93.25 kW × 4         | 93.25 kW × 4         | 94 kW × 4                                         | 100 kW × 4         | 93.25 kW × 4     |
| 歯車比       | 3.88                                                           | 3.88               | 3.88                              | 3.88                 | 3.88                 | 3.88                                              | 3.63               | 3.88             |
| 後の車番     | モハ501 - モハ505                                              | モハ506            | モニ101・モニ102                  | モハニ51 （モハニ6） | モハ6                | モハ3631・モハ3601・モハ3602・モハ3632 - モハ3634 | モハ3603           | -                |

|              | モハ3601・モハ3602 | モハ3603           | モハ3604 （モハ3605） | モハ3631・モハ3632 | モハ3633・モハ3634（モハ3635） | クハ3661・クハ3662 | クハ3663           | クハ3664 （クハ3665） |
| 車両定員     | 110名 （座席60名） | 110名 （座席50名） | 120名 （座席48名）    | 120名 （座席68名） | 110名 （座席50名）             | 110名 （座席61名） | 115名 （座席55名） | 110名 （座席55名）    |
| 自重         | 38 t               | 38 t               | 38 t                  | 38 t               | 38 t                           | 26 t               | 26 t               | 24 t                  |
| 全長         | 16,820 mm          | 16,820 mm          | 18,800 mm             | 16,820 mm          | 16,820 mm                      | 16,050 mm          | 16,050 mm          | 16,020 mm             |
| 全幅         | 2,880 mm           | 2,880 mm           | 2,690 mm              | 2,880 mm           | 2,880 mm                       | 2,875 mm           | 2,875 mm           | 2,700 mm              |
| 全高         | 4,200 mm           | 4,200 mm           | 4,186 mm              | 4,200 mm           | 4,200 mm                       | 3,815 mm           | 3,815 mm           | 3,760 mm              |
| 台車         | 日本車輌 D16       | TR22               | TR22                  | 日本車輌 D16       | 日本車輌 D16                   | TR10               | TR10               | TR11                  |
| 主電動機出力 | 94kW × 4           | 100 kW × 4         | 100 kW × 4            | 94 kW × 4          | 94 kW × 4                      | -                  | -                  | -                     |
| 歯車比       | 3.88               | 3.63               | 3.63                  | 3.88               | 3.88                           | -                  | -                  | -                     |

いずれも出典は青木栄一「富士急行 鉄道車両史」『富士山麓史』

## 譲渡・保存

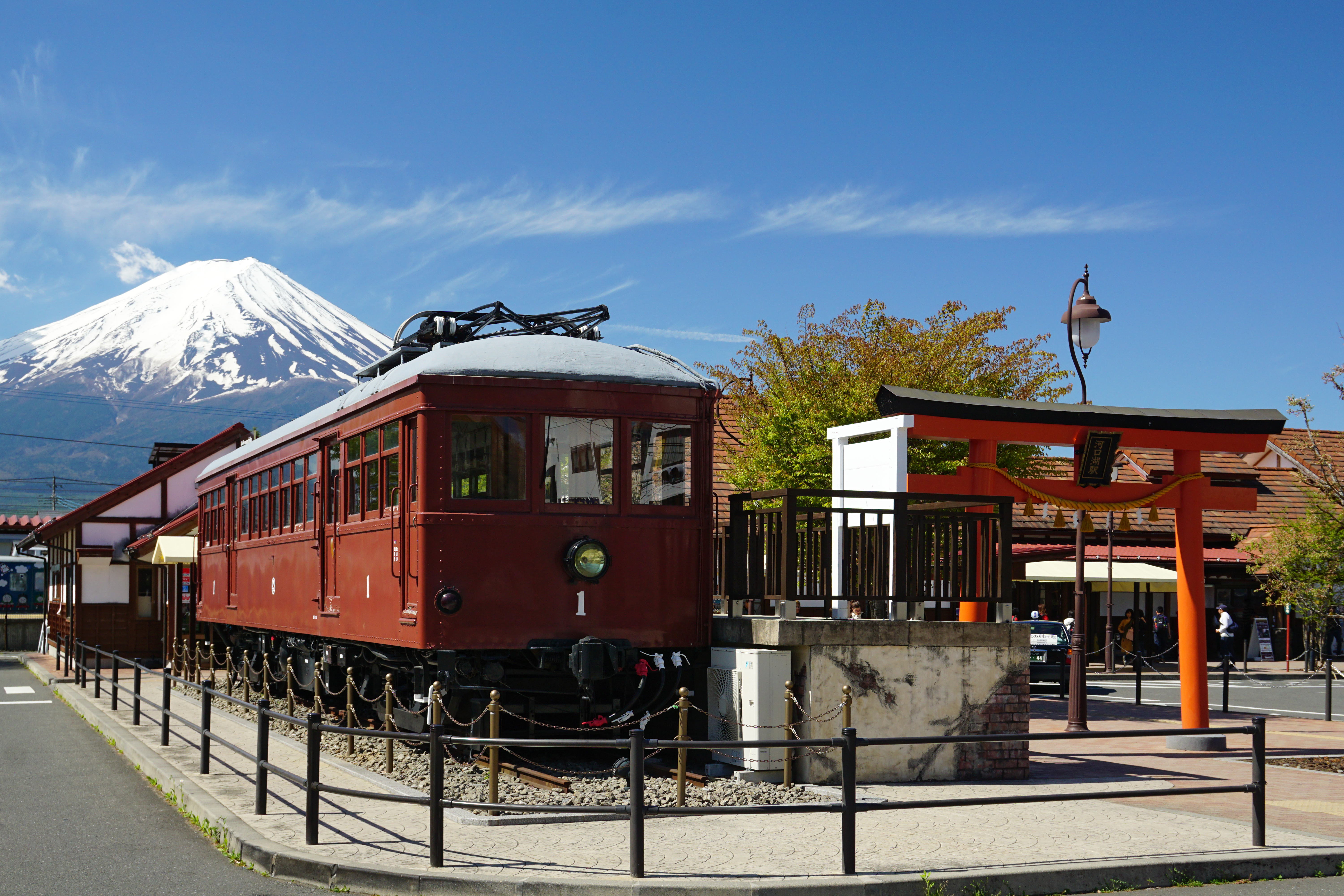
復元されたモ1形の車体（2017年撮影）

1952年から1953年にモハ1形5両を更新修繕した際に旧車体は廃棄された。しかしこのうち1両分が上田丸子電鉄（現・上田交通）に引き取られクハ251となり、後にモハ4257に改造された。
なお同社での廃車後、富士急行創立60周年事業にて車体を引き取り、整備・復元を行い、1986年5月15日に復元公開された。その後創立80周年事業にて河口湖駅前ロータリーにて展示が開始された。ちなみに、この時の台車は東急デハ3450形3458のものが使用されている。